# Kvadratikus programozás
A kvadratikus programozás (QP) a nemlineáris programozás része, mivel a kvadratikus programozási feladatok célfüggvényei nem lineárisak, hanem másodfokúak. Ezek a feladatok közvetlenül nem oldhatók meg a szimplex módszerrel, mivel az optimum nem biztos, hogy csúcspont, így ehhez előbb vissza kell őket vezetni lineáris programozási feladatokra.
A kvadratikus programozás alapfeladata:
{\displaystyle Ax\leq b,} {\displaystyle x\geq 0}
{\displaystyle p^{T}x+x^{T}Cx\rightarrow \mathrm {min} ,}
ahol a C mátrix pozitív szemidefinit. Feltehető, hogy szimmetrikus is, mivel a kvadratikus alak megegyezik a szimmetrikus résszel alkotott kvadratikus alakkal.

## Visszavezetés a lineáris programozásra
A kvadratikus programozás alapfeladata a következő lineáris programra vezethető vissza:
{\displaystyle Ax+y=b,} {\displaystyle x,y,v,u\geq 0}
{\displaystyle -Cx+v-A^{T}u=p}
{\displaystyle x^{T}v+y^{T}u=0}
Ha a kvadratikus alapfeladat megoldható, akkor ez a lineáris program is megoldható, és a belőle kapott x a kvadratikus alapfeladatnak is megoldása lesz.

## A feladat megoldása
A lineáris programozási feladat nem tudja garantálni az optimumot, ezért azt bonyolultabb megkapni.
1. Megadunk egy lehetséges {\displaystyle x'} megoldást szimplex módszerrel.
2. Elkészítjük az F mátrixot, aminek oszlopai
{\displaystyle f_{j}=\mathrm {sgn} (C(e_{j}^{T}x'+p))e_{j}}
3. Elkészítjük a következő lineáris programot:
{\displaystyle Ax+y=b,}
{\displaystyle x,y,v,u,z\geq 0}
{\displaystyle -Cx+v-A^{T}u+Fz=p}
{\displaystyle t=\sum z_{i}\rightarrow \mathrm {min} } {\displaystyle (i=1\dots n)}
4. Keressük ennek egy olyan bázismegoldását, amiben u és v is nullvektor. 
5. Innen elindulva megoldjuk ezt a rendszert úgy, hogy a bázisban egy j-re se legyen bent egyszerre {\displaystyle x_{j}} és {\displaystyle v_{j}}, vagy {\displaystyle y_{j}} és {\displaystyle u_{j}}.
6. Álljunk meg, ha a {\displaystyle t=\sum z_{i}\rightarrow \mathrm {min} } célfüggvény értéke nulla. Ekkor x a kvadratikus alapfeladatnak is optimuma lesz.